# Zlodol
Zlodol (cyr. Злодол) – wieś w Serbii, w okręgu zlatiborskim, w gminie Bajina Bašta. W 2011 roku liczyła 319 mieszkańców.